# Kumiko Okamoto
Kumiko Okamoto (Japans: 岡本久美子, Okamoto Kumiko) (Osaka, 19 februari 1965) is een voormalig tennisspeelster uit Japan.
Tussen 1982 en 1988 speelde Okamoto vier partijen voor Japan op de Fed Cup.
In 1987 speelde zij op Roland Garros haar eerste grandslamtoernooi.
In 1988 speelde zij samen met Etsuko Inoue op de Olympische zomerspelen in Seoul. Ook in het enkelspel kwam ze uit.
In 1989 won Okamoto het WTA-toernooi van Japan.